# 더 게임 어워즈 2022
더 게임 어워즈 2022(The Game Awards 2022)는 2022년의 비디오 게임을 기리는 시상식이었다. 2022년 12월 9일 로스앤잴레스의 마이크로소프트 시어터에서 열렸으며 더 게임 어워즈의 설립자 및 제작자 제프 키일리가 진행했다. 수상식 전 행사진행은 시드니 굿먼이 맡았다. 현장 이외에 40개 이상의 디지털 플랫폼에서 생방송 스트리밍으로 방영됐으며 IMAX도 지원했다. 행사에서 할시, 호지어와 베어 매크리리의 공연이 있었으며 레지 피서메이, 알 파치노, 페드로 파스칼, 벨라 램지, 켄 윌리엄스와 로버타 윌리엄스 등 유명인들도 초청됐다.
이번년도 행사에선 비디오 게임에서 다른 매체로 제작된 작품들을 기리는 '최고의 영상화' 종목이 추가됐다. 《갓 오브 워 라그나로크》가 11개 종목의 후보에 올랐고, '최고의 이야기', '최고의 액션/어드벤처 게임' 이외에 주연 크리스토퍼 저지가 '최고의 연기', 작곡가 베어 매크리리가 '최고의 음악' 등 총 6개를 수상해 주목을 받았다. 《엘든 링》이 '올해의 게임'에 선정됐으며 '최고의 게임 디렉션', '최고의 롤플레잉 게임' 종목에서 수상받았다. 수상식동안 《크래쉬 팀 럼블》, 《데스 스트랜딩 2》, 《하데스 II》, 《유다》같은 신작들이 발표됐으며 영화 《슈퍼 마리오 브라더스 (2023)》의 전체 티저가 처음 송출됐다.

## 배경
전년도 더 게임 어워즈와 마찬가지로 2022년 행사에서 캐나다의 게임 언론인 제프 키일리가 제작 및 진행을 맡았다. 그 외 진행 프로듀서로 키미 킴, 디렉터로 리처드 프레우스, 크리에이티브 디렉터로 리로이 베넷가 재참여했다.

## 후보 및 수상자

### 상

#### 비디오 게임 및 기타 매체
| 올해의 게임 | 최고의 게임 디렉션 |
| --- | --- |

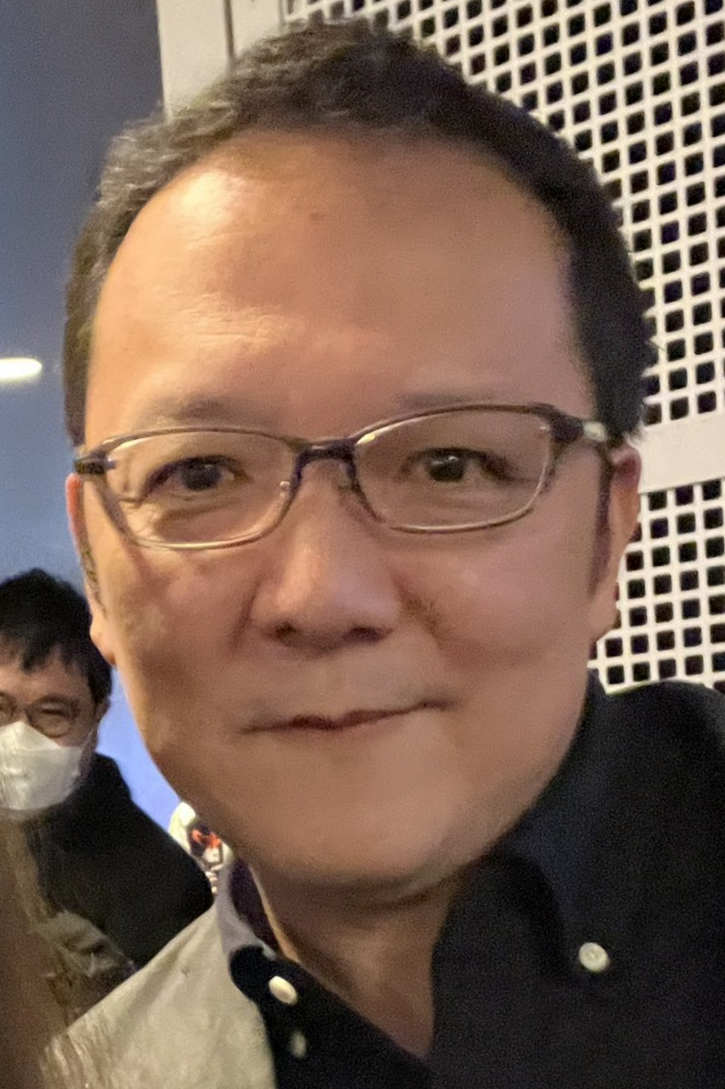
미야자키 히데타카는 《엘든 링》으로 '올해의 게임'과 '최고의 게임 디렉션'을 수상했다.

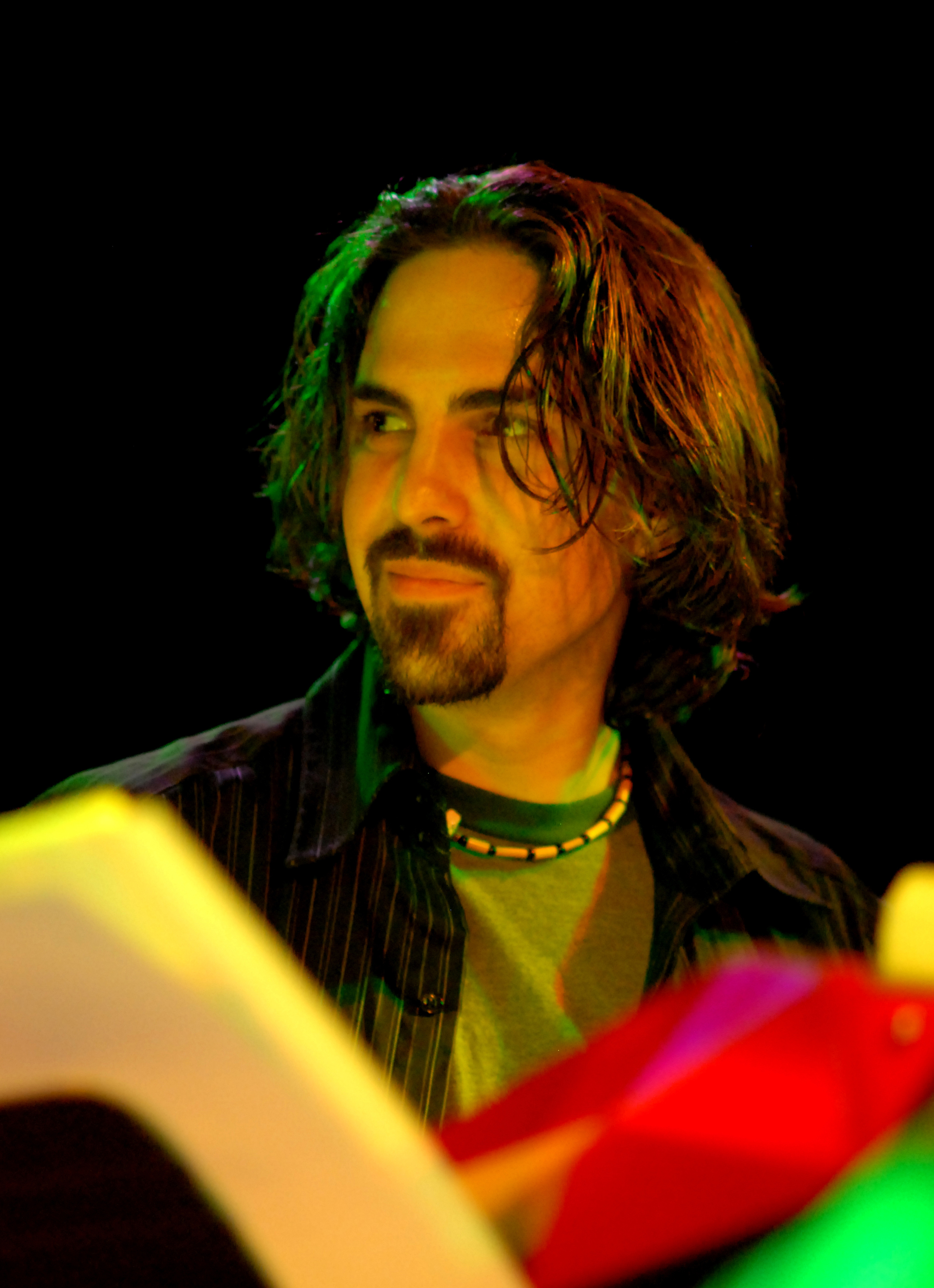
베어 매크리리는 《갓 오브 워 라그나로크》로 '최고의 소리 및 음악'을 수상했다..

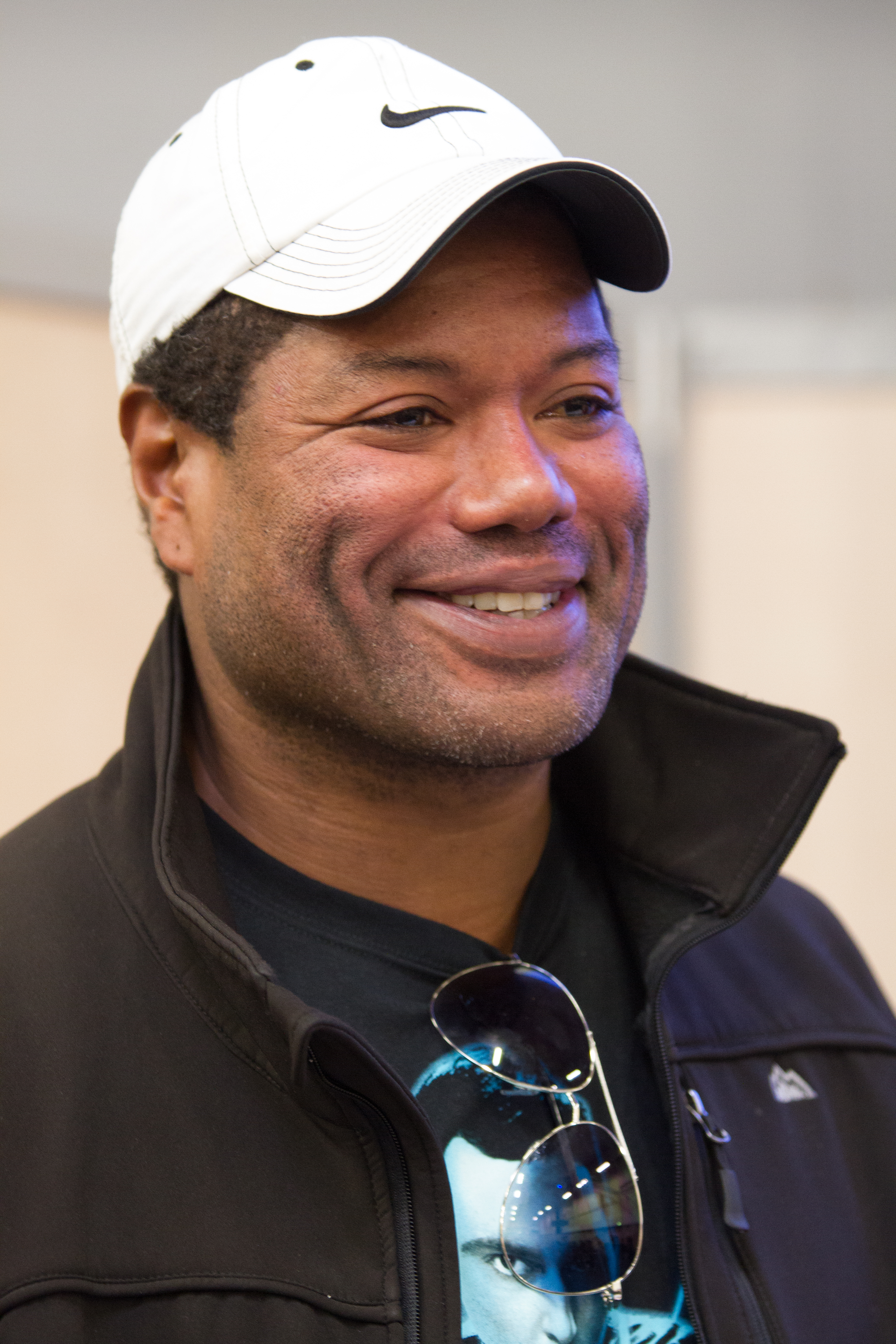
크리스토퍼 저지는 《갓 오브 워 라그나로크》의 크레토스 역으로 '최고의 연기'를 수상했다..

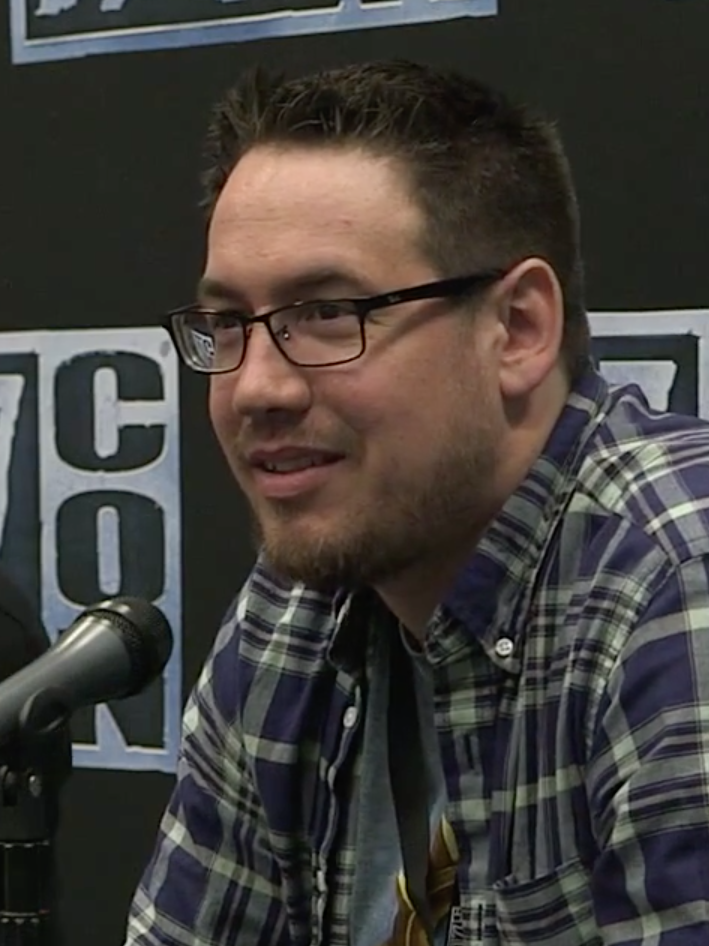
벤 브로드는 《마블 스냅》으로 '최고의 모바일 게임'을 수상했다.

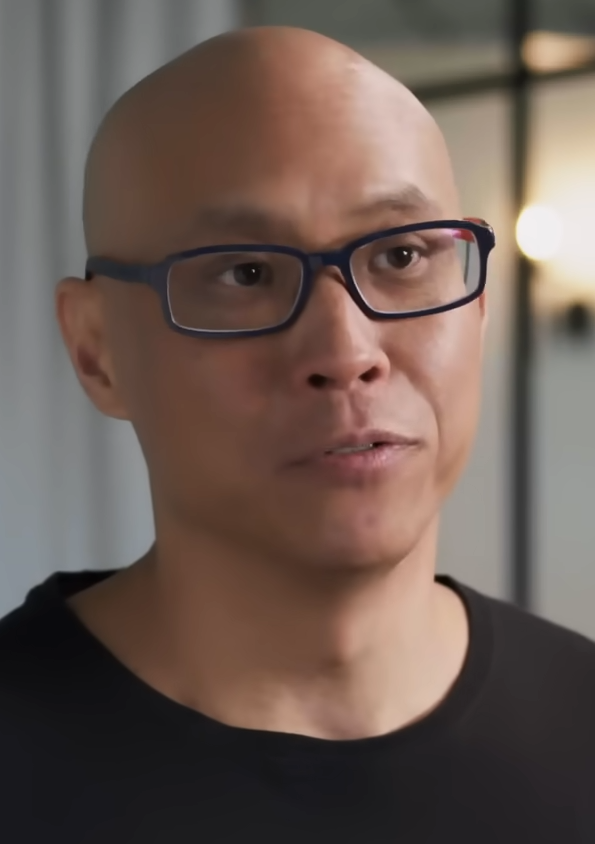
토니 후인은 《멀티버서스》로 '최고의 격투 게임'을 수상했다.

| - 엘든 링 – 프롬소프트웨어 / 반다이 남코 엔터테인먼트 - 어 플레이그 테일: 레퀴엠 – 아소보 스튜디오 / 포커스 엔터테인먼트 - 갓 오브 워 라그나로크 – 샌타모니카 스튜디오 / 소니 인터랙티브 엔터테인먼트 - 호라이즌 포비든 웨스트 – 게릴라 게임스 / 소니 인터랙티브 엔터테인먼트 - 스트레이 – 블루트웰브 스튜디오 / 안나푸르나 인터랙티브 - 제노블레이드 크로니클스 3 – 모놀리스 소프트 / 닌텐도 | - 엘든 링 – 프롬소프트웨어 / 반다이 남코 엔터테인먼트 - 갓 오브 워 라그나로크 – 샌타모니카 스튜디오 / 소니 인터랙티브 엔터테인먼트 - 호라이즌 포비든 웨스트 – 게릴라 게임스 / 소니 인터랙티브 엔터테인먼트 - 이모탈리티 – 샘 바로 / 해프 머메이드 스튜디오스 - 스트레이 – 블루트웰브 스튜디오 / 안나푸르나 인터랙티브                                         |
| 최고의 이야기 | 최고의 화풍 |
| - 갓 오브 워 라그나로크 – 샌타모니카 스튜디오 / 소니 인터랙티브 엔터테인먼트 - 어 플레이그 테일: 레퀴엠 – 아소보 스튜디오 / 포커스 엔터테인먼트 - 엘든 링 – 프롬소프트웨어 / 반다이 남코 엔터테인먼트 - 호라이즌 포비든 웨스트 – 게릴라 게임스 / 소니 인터랙티브 엔터테인먼트 - 이모탈리티 – 샘 바로 / 해프 머메이드 스튜디오스 | - 엘든 링 – 프롬소프트웨어 / 반다이 남코 엔터테인먼트 - 갓 오브 워 라그나로크 – 샌타모니카 스튜디오 / 소니 인터랙티브 엔터테인먼트 - 호라이즌 포비든 웨스트 – 게릴라 게임스 / 소니 인터랙티브 엔터테인먼트 - 스콘 – 에브 소프트웨어 / 케플러 인터랙티브 - 스트레이 – 블루트웰브 스튜디오 / 안나푸르나 인터랙티브                                              |
| 최고의 소리 및 음악 | 최고의 오디오 설계 |
| - 갓 오브 워 라그나로크 – 베어 매크리리 - 어 플레이그 테일: 레퀴엠 – 올리비에 드리비에르 - 엘든 링 – 사이토 츠카사 - 메탈: 헬싱어 – 투 피더즈 - 제노블레이드 크로니클스 3 – 미츠다 야스노리 | - 갓 오브 워 라그나로크 – 샌타모니카 스튜디오 / 소니 인터랙티브 엔터테인먼트 - 콜 오브 듀티: 모던 워페어 II – 인피니티 워드 / 액티비전 - 엘든 링 – 프롬소프트웨어 / 반다이 남코 엔터테인먼트 - 그란 투리스모 7 – 폴리포니 디지털 / 소니 인터랙티브 엔터테인먼트 - 호라이즌 포비든 웨스트 – 게릴라 게임스 / 소니 인터랙티브 엔터테인먼트                       |
| 최고의 연기 | 영감을 주는 게임 |
| - 크리스토퍼 저지 역 크레토스 – 갓 오브 워 라그나로크 - 애슐리 버치 역 에일로이 – 호라이즌 포비든 웨스트 - 마농 게이지 역 마리사 마르셀 – 이모탈리티 - 샬롯 맥버니 역 아미시아 드 룬 – 어 플레이그 테일: 레퀴엠 - 서니 설직 as 아트레우스 – 갓 오브 워 라그나로크 | - 애스 더스크 폴즈 – 인테리어 나이트 / 엑스박스 게임 스튜디오 - 어 멤워 블루 – 클로이스터스 인터랙티브 / 안나푸르나 인터랙티브 - 시티즌 슬리퍼 – 점프 오버 디 에지 / 펠로 트레블러 - 엔들링: 종말은 영원하다 – 히어로비트 스튜디오스 / 핸디게임스 - 힌드사이트 – 조엘 맥도널드 / 안나푸르나 인터랙티브 - I Was a Teenage Exocolonist – 노스웨이 게임스 / 핀지 |
| 최고의 운영중 게임 | 최고의 독립 게임 |
| - 파이널 판타지 XIV – 스퀘어 에닉스 - 에이펙스 레전드 – 리스폰 엔터테인먼트 / 일렉트로닉 아츠 - 데스티니 가디언즈: 마녀 여왕 – 번지 - 포트나이트 – 에픽게임즈 - 원신 – 호요버스 | - 스트레이 – 블루트웰브 스튜디오 / 안나푸르나 인터랙티브 - 컬트 오브 더 램 – 매시브 몬스터 / 디볼버 디지털 - 네온 화이트 – 앤젤 매트릭스 / 안나푸르나 인터랙티브 - 시푸 – 슬로클랩 - 튜닉 – 앤드류 슈다이스 / 핀지 |
| 최고의 모바일 게임 | 최고의 커뮤니티 지원 |
| - 마블 스냅 – 세컨드 디너 / 누버스 - 에이펙스 레전드 모바일 – 리스폰 엔터테인먼트 / 일렉트로닉 아츠 - 디아블로 이모탈 – 넷이즈 / 블리자드 엔터테인먼트 - 원신 – 호요버스 - 타워 오브 판타지 – 홋타 스튜디오 / 레벨 인피니트 | - 파이널 판타지 XIV – 스퀘어 에닉스 - 에이펙스 레전드 – 리스폰 엔터테인먼트 / 일렉트로닉 아츠 - 데스티니 가디언즈: 마녀 여왕 – 번지 - 포트나이트 – 에픽게임즈 - 노 맨즈 스카이 – 헬로 게임스 |
| 최고의 VR/AR 게임 | 접근성 혁신 |
| - 모스: 북 II – 폴리아크 - 애프터 더 폴 – 베티고 게임스 - 어몽 어스 VR – 이너슬로스 - 본랩 – 스트레스 레벨 제로 - 레드 매터 2 – 버티컬 로봇 | - 갓 오브 워 라그나로크 – 샌타모니카 스튜디오 / 소니 인터랙티브 엔터테인먼트 - 애스 더스크 폴즈 – 인테리어 나이트 / 엑스박스 게임 스튜디오 - 원숭이 섬으로의 귀환 – 테러블 토이박스, 루카스필름 게임스 / 디볼버 디지털 - 더 라스트 오브 어스 파트 I – 너티 독 / 소니 인터랙티브 엔터테인먼트 - 쿼리 – 슈퍼매시브 게임스 / 2K                                  |
| 최고의 액션 게임 | 최고의 액션 어드벤처 게임 |
| - 베요네타 3 – 플래티넘게임스 / 닌텐도 - 콜 오브 듀티: 모던 워페어 II – 인피니티 워드 / 액티비전 - 네온 화이트 – 앤젤 매트릭스 / 안나푸르나 인터랙티브 - 시푸 – 슬로클랩 - 돌연변이 닌자 거북이: 슈레더의 복수 – 트리뷰트 게임스 / 닷에뮤 | - 갓 오브 워 라그나로크 – 샌타모니카 스튜디오 / 소니 인터랙티브 엔터테인먼트 - 어 플레이그 테일: 레퀴엠 – 아소보 스튜디오 / 포커스 엔터테인먼트 - 호라이즌 포비든 웨스트 – 게릴라 게임스 / 소니 인터랙티브 엔터테인먼트 - 스트레이 – 블루트웰브 스튜디오 / 안나푸르나 인터랙티브 - 튜닉 – 앤드류 슈다이스 / 핀지                                              |
| 최고의 롤플레잉 게임 | 최고의 격투 게임 |
| - 엘든 링 – 프롬소프트웨어 / 반다이 남코 엔터테인먼트 - 라이브 어 라이브 – 스퀘어 에닉스 / 닌텐도 - 포켓몬 레전즈 아르세우스 – 게임 프리크 / 더 포켓몬 컴퍼니, 닌텐도 - 트라이앵글 스트레터지 – 아트딩크 / 스퀘어 에닉스 - 제노블레이드 크로니클스 3 – 모놀리스 소프트 / 닌텐도 | - 멀티버서스 – 플레이어 퍼스트 게임스 / 워너 브라더스 인터랙티브 엔터테인먼트 - DNF 듀얼 – 아크 시스템 웍스, 에이팅, 네오플 / 넥슨 - 죠죠의 기묘한 모험 올 스타 배틀 R – 사이버커넥트2 / 반다이 남코 엔터테인먼트 - 더 킹 오브 파이터즈 XV – SNK - 시푸 – 슬로클랩                                                                                            |
| 최고의 가족 게임 | 최고의 스포츠/경주 게임 |
| - 별의 커비 디스커버리 – HAL 연구소 / 닌텐도 - 레고 스타워즈: 스카이워커 사가 – 트래블러스 테일스 / 워너 브라더스 인터랙티브 엔터테인먼트 - 마리오 + 래비드 반짝이는 희망 – 유비소프트 밀란, 유비소프트 파리 / 유비소프트 - 닌텐도 스위치 스포츠 – 닌텐도 기획제작본부 / 닌텐도 - 스플래툰 3 – 닌텐도 기획제작본부 / 닌텐도 | - 그란 투리스모 7 – 그란 투리스모 7 – 폴리포니 디지털 / 소니 인터랙티브 엔터테인먼트 - F1 22 – 코드마스터즈 / EA 스포츠 - FIFA 23 – EA 밴쿠버, EA 로마니아 / EA 스포츠 - NBA 2K23 – 비주얼 콘셉츠 / 2K 스포츠 - 올리올리 월드 – 롤7 / 프라이빗 디비전 |
| 최고의 시뮬레이션/전략 게임 | 최고의 다인용 게임 |
| - 마리오 + 래비드 반짝이는 희망 – 유비소프트 밀란, 유비소프트 파리 / 유비소프트 - 듄: 스파이스 워즈 – 시로 게임스 / 펀컴 - 토탈 워: 워해머 III – 크리에이티브 어셈블리 / 세가 - 투 포인트 캠퍼스 – 투 포인트 스튜디오스 / 세가 - 빅토리아 3 – 패러독스 개발 스튜디오 / 패러독스 인터랙티브 | - 스플래툰 3 – 닌텐도 기획제작본부 / 닌텐도 - 콜 오브 듀티: 모던 워페어 II – 인피니티 워드 / 액티비전 - 멀티버서스 – 플레이어 퍼스트 게임스 / 워너 브라더스 인터랙티브 엔터테인먼트 - 오버워치 2 – 블리자드 엔터테인먼트 - 돌연변이 닌자 거북이: 슈레더의 복수 – 트리뷰트 게임스 / 닷에뮤                                                                     |
| 최고의 신규 인디 게임 | 최고의 기대되는 게임 |
| - 스트레이 – 블루트웰브 스튜디오 / 안나푸르나 인터랙티브 - 네온 화이트 – 앤젤 매트릭스 / 안나푸르나 인터랙티브 - 노르코 – 지오그래피 오브 로보츠 / 러 퓨리 - 튜닉 – 앤드류 슈다이스 / 핀지 - 뱀파이어 서바이버즈 – 루카 갈란테 | - 젤다의 전설 티어스 오브 더 킹덤 – 닌텐도 기획제작본부 / 닌텐도 - 파이널 판타지 XVI – 스퀘어 에닉스 개발사업제3부 / 스퀘어 에닉스 - 호그와트 레거시 – 애벌랜치 소프트웨어 / 워너 브라더스 인터랙티브 엔터테인먼트 - 바이오하자드 RE:4 – 캡콤 - 스타필드 – 베데스다 게임 스튜디오 / 베데스다 소프트웍스                                                       |
| 최고의 각색 | 플레이어의 목소리 |
| - 아케인 (애니메이션) – 포티셰, 라이엇 게임즈 / 넷플릭스; 원작 라이엇 게임즈의 《리그 오브 레전드》 - 사이버펑크: 엣지러너 (애니메이션) – 스튜디오 트리거, CD 프로젝트 / 넷플릭스; 원작 CD 프로젝트의 《사이버펑크 2077》 - 컵헤드 쇼! (애니메이션) – 스튜디오 MDHR, 킹 피처스 신디키트 / 넷플릭스; 원작 스튜디오 MDHR의 《컵헤드》 - 수퍼 소닉 2 (영화) – 세가 사미 홀딩스 / 파라마운트 픽처스; 원작 세가의 《소닉 더 헤지혹》 - 언차티드 (영화) – 플레이스테이션 프로덕션스 / 소니 픽처스 릴리징; 원작 소니 인터랙티브 엔터테인먼트의 《언차티드》 | - 원신 – 호요버스 - 엘든 링 – 프롬소프트웨어 / 반다이 남코 엔터테인먼트 - 갓 오브 워 라그나로크 – 샌타모니카 스튜디오 / 소니 인터랙티브 엔터테인먼트 - 소닉 프론티어 – 소닉 팀 / 세가 - 스트레이 – 블루트웰브 스튜디오 / 안나푸르나 인터랙티브 |

## 참조

### 내용주
1. ↑  디스코드와 협력시상.[2]
2. ↑  비디오 게임에 기반한 매체를 위한 상.[1]
3. ↑  30개의 후보로 시작해 3차례에 걸쳐 대중에게 공개된 투표들로 100퍼센트 결정되는 상.[3][4]